# Міністерство внутрішніх справ Ізраїлю
Міністерство внутрішніх справ Ізраїлю (івр. משרד הפנים) — урядова установа Ізраїлю, яка відповідає за місцеве самоврядування, громадянство та місце проживання, посвідчення особи, студентські та в’їзні візи. Однією з основних функцій міністерства внутрішніх справ Ізраїлю є реєстрація особи, тобто визначення критеріїв можливості іммігрувати до Ізраїлю (право на повернення) та рішення, хто може стати громадянином країни за законом.